# Alfredo Castro (Schauspieler)

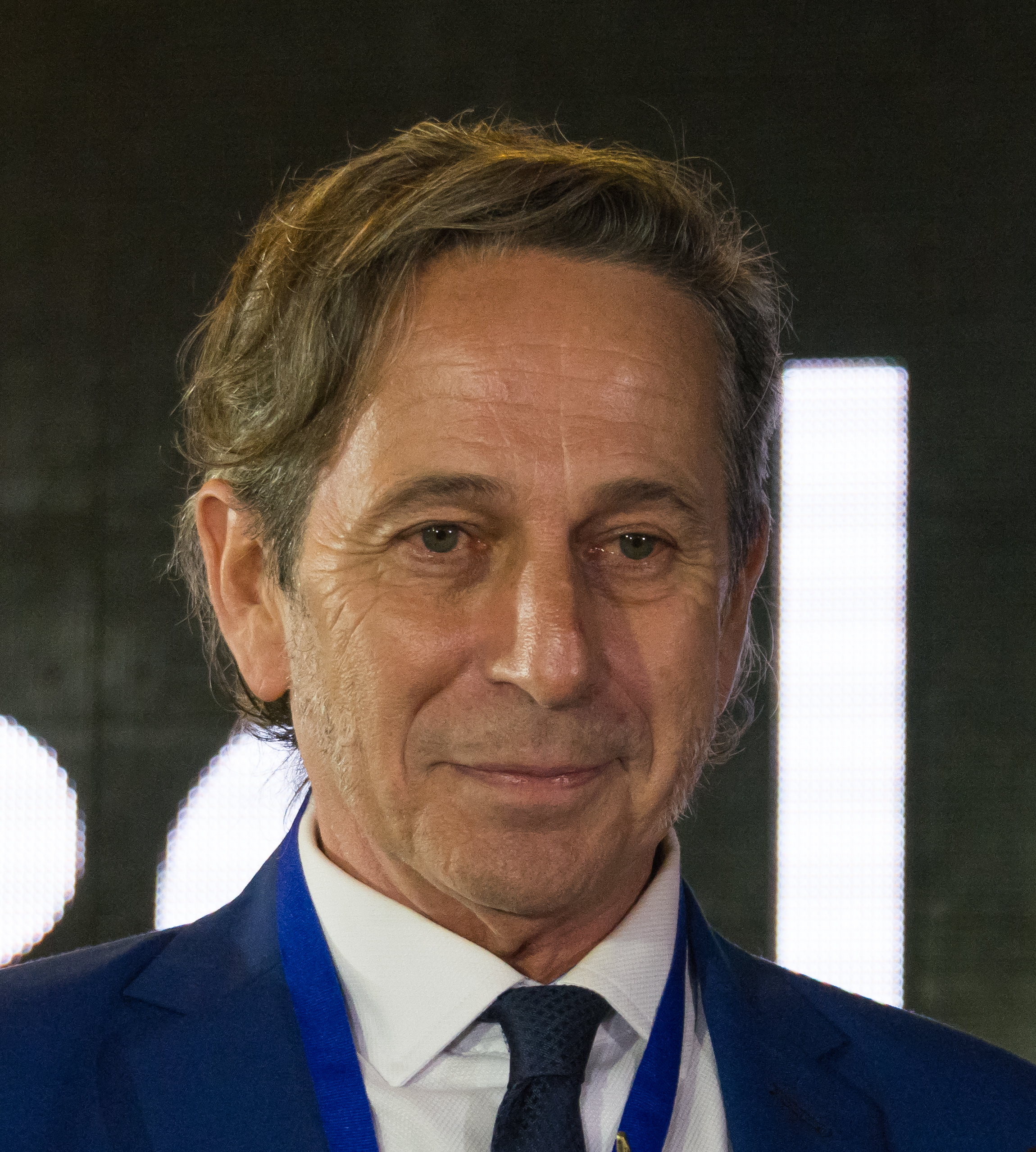
Alfredo Castro (2019)

Alfredo Arturo Castro Gómez (* 19. Dezember 1955 in Santiago de Chile) ist ein chilenischer Theaterregisseur, Drehbuchautor sowie Theater-, Fernseh- und Filmschauspieler.

## Leben
Alfredo Castro wurde 1955 in Santiago de Chile geboren. Sein Vater war ein renommierter Urologe im Hospital Barros Luco. Seine Ausbildung erhielt Castro an der Philosophischen Fakultät der Universität von Chile, wo er 1977 sein Schauspielstudium abschloss, und am Teatro Itinerante. Ebenfalls 1977 gab Castro in Equus sein Debüt als Bühnenschauspieler. Seine Leistung sorgte damals für Aufsehen, da er in dieser Arbeit des Briten Peter Shaffer nackt auftrat.
Seine Karriere als Schauspieler abseits der Bühne begann während des sogenannten goldenen Zeitalters des chilenischen Fernsehens. Ab 1982 war Castro in der Fernsehserie De cara al mañana und ab 1984 in Los títeres zu sehen. Es folgten Engagements in vielen weiteren Serien. Während dieser Zeit inszenierte er mehrere Stücke für das Theater der Universidad Católica, unter anderem King Lear. In Fuga aus dem Jahr 2006 gab Castro sein Filmdebüt. Es folgten Rollen in den Filmen Tony Manero im Jahr 2008, in Post Mortem, in No! von Pablo Larraín und in El Club, ebenfalls von Larraín. Im März 2020 wurde er von der chilenischen Tageszeitung El Mercurio zum besten Theaterschauspieler der 2010er Jahre gewählt.
In dem im September 2020 bei den Filmfestspielen in Venedig vorgestellten Film Tengo miedo torero von Rodrigo Sepúlveda, der 1986 einige Tage vor dem Attentat auf Pinochet spielt, ist er in der Rolle des „Loca del frente“, des Königs der Straße zu sehen.
Aufgrund der Coronavirus-Pandemie musste Castro das von ihm gegründete Teatro La Memoria im Jahr 2020 schließen.
Castro gilt als einer der bekanntesten chilenischen Theaterregisseure und Schauspieler und ist für die hohe Präzision bekannt, mit der er mehrere Seiten der Persönlichkeit seiner Figuren spielt und sich hierbei verschiedener Dialekte bedient. Im Sommer 2024 wurde er Mitglied der Academy of Motion Picture Arts and Sciences.

## Filmografie (Auswahl)
- 2008: Tony Manero
- 2009: Los Exitosos Pells (Fernsehserie, 138 Folgen)
- 2010: Post Mortem
- 2010: Manuel Rodríguez: Guerrillero del amor (Fernsehserie, 109 Folgen)
- 2012: No!
- 2015: El Club
- 2015: Caracas, eine Liebe (Desde allá)
- 2016: Neruda
- 2018: Rojo – Wenn alle schweigen, ist keiner unschuldig (Rojo)
- 2019: Der Prinz (El Príncipe)
- 2020: Tengo miedo torero
- 2020: Verlust
- 2020: Karnawal
- 2021: Las consecuencias
- 2021: Piedra noche
- 2021: Inmersión
- 2022: El Suplente
- 2023: Colonos (Los Colonos)
- 2023: El Conde
- 2023: El Viento Que Arrasa
- 2024: Perros
- 2024: Polvo serán

## Theaterarbeiten
- 2017: Los arrepentidos von Marcus Lindeen, Inszenierung von Víctor Carrasco[4][2]
- 2017: Severina, Inszenierung von Felipe Hirsch[4]

## Auszeichnungen (Auswahl)
Festival de Cine de La Habana
- 2008: Auszeichnung als Bester Schauspieler (Tony Manero)[10]

Festival Internacional de Cine en Guadalajara
- 2020: Auszeichnung als Bester Schauspieler im Ibero-America Competition (Karnawal)[11]

Filmfestival Málaga
- 2021: Auszeichnung als Bester Nebendarsteller mit dem „Biznagas de Plata“ (Karnawal)[12]

Mar del Plata Film Festival
- 2015: Auszeichnung als Bester Schauspieler (El Club)[13]

Platino Award for Ibero-American Film
- 2022: Auszeichnung als Bester Nebendarsteller (Karnawal)[14]